# Karen O'Connor
Pour les articles homonymes, voir O'Connor.
Karen Lende O'Connor est une cavalière professionnelle américaine de concours complet (CCE) de haut niveau. Au cours de sa carrière, elle a remporté une médaille d'argent par équipe aux Jeux olympiques d'été de 1996, une médaille de bronze par équipe aux Jeux olympiques d'été de 2000, ainsi qu'une médaille d'or en individuel et par équipe aux Jeux panaméricains de 2007.
Elle est mariée au cavalier David O'Connor.